# Береникина коса (сазвежђе)
Береникина коса или Coma Berenices, скраћено Com., је једно од 88 познатих сазвежђа. Налази се у близини сазвежђа Лава, а раније је и било укључено у сазвежђе Лава. Најсјајнија звезда овог сазвежђа је β–Comae Berenices. Име овог сазвежђа потиче од имена египатске краљице Беренике II, која је жртвовала своју дугу косу. Ово сазвежђе се састоји од много блиских звезда, и било је познато још од античких времена. Ово сазвежђе се оригинално појавило на звезданом глобусу Каспара Вопела 1536. године.

## Историја и митологија
Береникина коса још је у време старе Грчке била препозната као астеризам. Ератостен ју је називао „Аријаднина коса” и „Береникина коса”. Птоломеј називао ју је „Прамен” (косе), међутим није је сврстао међу својих 48 сазвежђа, већ ју је замишљао као Лавов реп. Овај је астеризам дуго замишљан као чуперак на крају Лавовог репа или као део сазвежђа Девице.
Tokom 16. veka pojavilo se nekoliko karti koje su ovaj dеo neba prikazivale kao zasebno sazvežđe. Тихо Брахе, коме се најчешће приписују заслуге за увођење овог сазвежђа, навео је 1602. у свом звезданом каталогу Береникину косу као засебно сазвежђе. Јохан Бајер у Уранометрији 1603. такође црта Береникину косу као засебно сазвежђе.
Иако се сазвежђе у атласима појавило релативно касно, оно носи име из легенде. Краљица Береника II од Египта била је жена Птолемеја III Еуергета (246. п. н. е. - 221. п. н. е., краља под којим је Александрија постала важно културно средиште. Око 243. п. н. е. краљ је кренуо на опасан поход против Сиријаца, који су убили његову сестру. Береника се заклела Афродити да ће жртвовати своју надалеко познату дугу косу, на коју је била јако поносна, ако се њен муж сигурно врати кући. Птоломеј III се вратио, те је Береника одрезала своју косу и положила је на Афродитин олтар.
До следећег јутра коса је нестала. Да би удовољио бесном краљу и краљици (и спасио животе свештеника у храму), дворски астроном Конон објавио је да је коса толико одушевила Афродиту да ју је ова поставила на небо.
Береникина коса је уз Штит једино сазвежђе које је добило име према историјској личности.

## Табела звезда са Бајеровим и Флемстидовим ознакама
У табели су све звезде у сазвежђу које имају Бајерову или Фламстидову ознаку.
| Име                  | Бајер | Флемстид | ознака промењиве | остале ознаке   | Ра.           | Дец.         | Привидни сјај              |
| -------------------- | ----- | -------- | ---------------- | --------------- | ------------- | ------------ | -------------------------- |
|                      |       | 1        |                  |                 | 12h 01m 44.3s | +22° 05′ 40″ | 6.59                       |
|                      |       | 2        |                  | Σ1596, ADS 8406 | 12h 04m 16.6s | +21° 27′ 33″ | 5.87                       |
|                      |       | 3        |                  |                 | 12h 10m 31.6s | +16° 48′ 33″ | 6.39                       |
|                      |       | 4        |                  |                 | 12h 11m 51.2s | +25° 52′ 13″ | 5.66                       |
|                      |       | 5        |                  |                 | 12h 12m 09.3s | +20° 32′ 31″ | 5.57                       |
|                      |       | 6        |                  |                 | 12h 16m 00.2s | +14° 53′ 56″ | 5.10                       |
|                      |       | 7        |                  |                 | 12h 16m 20.5s | +23° 56′ 43″ | 4.95                       |
|                      |       | 8        |                  |                 | 12h 19m 19.1s | +23° 02′ 05″ | 6.27                       |
|                      |       | 9        |                  |                 | 12h 19m 29.6s | +28° 09′ 25″ | 6.33                       |
|                      |       | 10       |                  |                 | 12h 19m 50.6s | +28° 27′ 52″ | 6.69                       |
|                      |       | 11       |                  | ADS 8521        | 12h 20m 43.0s | +17° 47′ 34″ | 4.74                       |
|                      |       | 12       |                  | ADS 8530        | 12h 22m 30.3s | +25° 50′ 46″ | 4.81 (dvojna: 4.78, 8.6)   |
|                      |       | 13       | GN               |                 | 12h 24m 18.5s | +26° 05′ 55″ | 5.18v                      |
|                      |       | 14       |                  |                 | 12h 26m 24.1s | +27° 16′ 06″ | 4.95                       |
|                      | γ     | 15       |                  |                 | 12h 26m 56.3s | +28° 16′ 06″ | 4.36                       |
|                      |       | 16       |                  |                 | 12h 26m 59.3s | +26° 49′ 32″ | 5.00                       |
|                      |       | 17       | AI               | ADS 8568        | 12h 28m 54.7s | +25° 54′ 46″ | 5.29v (dvojna: 5.29, 6.63) |
|                      |       | 18       |                  |                 | 12h 29m 26.9s | +24° 06′ 32″ | 5.48                       |
|                      |       | 20       |                  |                 | 12h 29m 43.2s | +20° 53′ 46″ | 5.69                       |
|                      |       | 21       | UU               |                 | 12h 31m 00.6s | +24° 34′ 02″ | 5.46v                      |
|                      |       | 22       |                  |                 | 12h 33m 34.2s | +24° 16′ 59″ | 6.29                       |
|                      |       | 23       |                  |                 | 12h 34m 51.1s | +22° 37′ 45″ | 4.81                       |
|                      |       | 24       |                  | Σ1657, ADS 8600 | 12h 35m 07.0s | +18° 22′ 38″ | 4.79 (dvojna: 5.03, 6.57)  |
|                      |       | 25       |                  |                 | 12h 36m 58.3s | +17° 05′ 22″ | 5.68                       |
|                      |       | 26       |                  |                 | 12h 39m 07.3s | +21° 03′ 45″ | 5.46                       |
|                      |       | 27       |                  |                 | 12h 46m 38.7s | +16° 34′ 39″ | 5.12                       |
|                      |       | 28       |                  |                 | 12h 48m 14.3s | +13° 33′ 11″ | 6.56                       |
|                      |       | 29       |                  |                 | 12h 48m 54.2s | +14° 07′ 21″ | 5.70                       |
|                      |       | 30       |                  | ADS 8674        | 12h 49m 17.4s | +27° 33′ 08″ | 5.78                       |
|                      |       | 31       |                  |                 | 12h 51m 41.9s | +27° 32′ 26″ | 4.94                       |
|                      |       | 32       |                  |                 | 12h 52m 12.3s | +17° 04′ 26″ | 6.32                       |
|                      |       | 33       |                  |                 | 12h 52m 22.9s | +17° 06′ 30″ | 6.94                       |
|                      |       | 35       |                  | Σ1687, ADS 8695 | 12h 53m 17.8s | +21° 14′ 42″ | 4.90                       |
|                      |       | 36       |                  |                 | 12h 58m 55.4s | +17° 24′ 34″ | 4.78                       |
|                      |       | 37       |                  | ADS 8731        | 13h 00m 16.5s | +30° 47′ 06″ | 4.90                       |
|                      |       | 38       |                  |                 | 13h 01m 09.6s | +17° 07′ 23″ | 5.96                       |
|                      |       | 39       |                  |                 | 13h 06m 21.2s | +21° 09′ 12″ | 5.99                       |
|                      |       | 40       | FS               |                 | 13h 06m 22.6s | +22° 36′ 58″ | 5.60v                      |
|                      |       | 41       |                  |                 | 13h 07m 10.7s | +27° 37′ 29″ | 4.80 (dvojna: 4.32, 5.22)  |
| Дијадема, Ал Дафирах | α     | 42       |                  | Σ1728, ADS 8804 | 13h 09m 59.3s | +17° 31′ 46″ | 4.32                       |
|                      | β     | 43       |                  |                 | 13h 11m 52.4s | +27° 52′ 41″ | 4.26                       |

## Својства
У овом сазвежђу налази се северни галактички пол ( 12h 51.42m, дец 27° 07.8′, епоха J2000.0).
Сазвежђе нема звезда сјајнијих од 4. магнитуде, те је тешко уочљиво из градова. Звезда β Кома Береника је најсјајнија с привидним сјајем од 4,26. Апсолутним сјајем тек је нешто сјајнија од Сунца, те добро дочарава како би наше Сунце изгледало с удаљености од 27 светлосних година.
Друга по сјају је α Кома Береника (Дијадема), чији је сјај 4,2. Ово је једина звезда с именом у сазвежђу и представља драгуљ у Береникиној круни. Дијадема је бинарна звезда чије су компоненте подједнаког сјаја, а орбитална раван овог пара звезда нагнута је према догледници само 0.1°.
Једина преостала звезда сјајнија од магнитуде 4,7 јесте γ, која сјаји магнитудом 4,36.
У сазвежђу је преко 200 промењивих звезда, али мало их је светлих. ФК Кома Береника, којој се сјај мења између 8.14m и 8.33m током периода од 2,4 дана, прототип је промењивих звезда класе ФК Кома. За ове звезде се верује да им је промена сјаја узрокована великим хладним мрљама на површини звезде.
ФК Кома Береника је полуправилна промењива звезда чији се сјај мења између  и  у периоду од 58 дана. Р Кома Береника је Мира промењива звезда с променом сјаја између  и  у периоду од 363 дана.

## Објекти дубоког свемира
Иако Береникина коса није велико сазвежђе, у њему је 8 Месјеових објеката. Сазвежђе је врло богато галаксијама, првенствено на јужном делу, где се налази северни део галактичког јата Девица. У сазвежђу је и неколико кугластих јата. Како је ово сазвежђе максимално могуће удаљено од галактичког екватора, количина свемирске прашине која омета поглед у овај део свемира је минимална. Велика удаљеност од галактичког екватора уједно значи и недостатак отворених јата те дифузних и планетних маглина. Једино отворено јато у сазвежђу је отворено јато Береникина коса, који доминира северним делом сазвежђа.

### Јато Береникина коса
Јато Береникина коса није уврштен ни у Месјеров каталог ни у , већ у Мелот каталог отворених јата, као Мелот 111 (Мел 111). Ово јато је  велио и распршен, а звезде су сјајне између 5m и 10m. Ово јато је релативно близу (279 сг), због чега се на нашем небу протеже преко пуних 5°. Сјајна звезда северно од јата је γ Кома Береник.

### Галаксије
У сазвежђу се налази велик број галаксија, укључујући чак 7 Месјиерових објеката.

#### Галактичко јато Девица
У овом сазвежђу налази се северни део галактичког јата Девица, удаљеног око 60 милиона светлосних година.
 (NGC 4501) јесте спирална галаксија с више кракова, чија је равнина диска одмакнута око 30° од догледнице.
 (NGC 4548) такође је спирална галаксија.
M100 је спирална галаксија коју гледано „одозго”. Дуга је око 7' и то је чини галаксијом с највећим привидним пречником у јату Вирго. Њен привидни сјај износи 9.4m, а удаљена је око 56 милиона сг. Њен стварни пречник износи 120.000 сг, што значи да је М100 и по стварним димензијама међу највећим галаксијама у скупу. Фотографије ове галаксије откривају светло језгро, два изражена и низ секундарних кракова, те неколико трака прашине. 
M85, лећаста галаксија на самом северном рубу скупа, једна је од најсјајнијих галаксија у скупу.
M98 (NGC 4192) је сјајна, издужена спирална галаксија која нам је окренута својим рубом. Има мало језгро и велике спиралне кракове слабог сјаја.
M99 (NGC 4254), око 1.5° ЈИ од М98, јесте сјајна, округла спирална галаксија, окренута диском према нама.

#### Галактичко јато Кома
Галактичко јато Кома налази се северно од јата Девица. Ово је јато много даље од нас и налази се на удаљености од 230 до 300 милиона сг. Скуп је прилично велик, садржи око 1.000 великих галаксија те, највероватније, до 30.000 мањих. Фриц Цвики истражио је ово подручје 1957. те пронашао чак 29.951 галаксију сјајнију од магнитуде 19.0m. Иако су неке од ових галаксија вероватно далеко иза скупа Кома, укупан број галаксија у јату мора бити врло велик. Због велике удаљености јата, већина галаксија видљива је само помоћу великих телескопа. Најсјајнији чланови скупа су NGC 4889 и NGC 4874, обе око 13. магнитуде, док је већина осталих галаксија слабија од 15. магнитуде. NGC 4889 је велика елиптична галаксија.

#### Остале галаксије
, због карактеристичне тамне траке прашине која скрива део светлог језгра, позната је као галаксија Црно око. Релативно је близу (око 24 милиона сг). Недавна истраживања открила су да се међузвездани гас у спољним деловима галаксије окреће у супротном смеру у односу на унутрашње делове галаксије, због чега се сумња да је у последњих милијарду година дошло до барем једног судара и спајања неке сателитске галаксије с М64.
NGC 4565 спирална је галаксија окренута својим рубом због чега носи назив Игла. На нашем небу дугачка је 16", што је чини највећом (по угаоним димензијама) галаксијом од свих које су нам окренуте рубом. Врло је танка и краси је тамна трака свемирске прашине.

#### Квазари
Квазар PG1247+26° јесте најсјајнији квазар у овом сазвежђу. Такође, објект W Comae, за који се у почетку сматрало да је промењива звезда, заправо је објект типа БЛ Гуштера. Најчешће сјаји магнитудом од око 16.5m, мада понекад му сјај нарасте и до 12. магнитуде.

### Кугласта јата
 је кугласто јато које је 1775. открио Јохан Елерт Боде, а у фебруару 1777. независно га је открио и Шарл Месје. Сјај му је магнитуде 7.7m, те је видљив и помоћу двогледа. Удаљен је око 65.000 сг, а апсолутни сјај му је око 200.000 пута јачи од Сунца.
Само 1° даље налази се NGC 5053, кугласто јато које је много мање густо и с много распршенијом језгром. Његов укупни апсолутни сјај износи око 16.000 Сунца, што га сврстава у кугласта јата најслабијег сјаја. Привидни сјај јата је 9.9m. Открио га је Вилхелм Хершел 1784.
NGC 4147 је јато нешто слабијег сјаја (10.2m), те доста мање (4.4').